# Anthohebella brevitheca
Anthohebella brevitheca är en nässeldjursart som först beskrevs av Eugène Leloup 1938.  Anthohebella brevitheca ingår i släktet Anthohebella och familjen Hebellidae. Inga underarter finns listade i Catalogue of Life.